# Jan Hendrik Leopold
Jan Hendrik Leopold (n. 11 mai 1865 - d. 21 iunie 1925) a fost un poet neerlandez ce a aparținut simbolismului.
A scris o lirică în tonuri estompate, exprimând bucuria pentru frumusețea vieții.
O parte din lirica sa este influențată de Omar Khayyám.

## Scrieri
- 1912: Versuri ("Verzen")
- 1915: Cheops
- 1913: Versuri I ("Verzen I")
- 1922: Orientale ("Oostersch")
- 1926: Versuri II ("Verzen II").

1. ↑  Autoritatea BnF, accesat în 10 octombrie 2015
2. ↑  CONOR.SI[*] Verificați valoarea |titlelink= (ajutor)